# Gynoplistia (Gynoplistia) princeps
Gynoplistia (Gynoplistia) princeps is een tweevleugelige uit de familie steltmuggen (Limoniidae). De soort komt voor in het Australaziatisch gebied.